# Сан Лорензо (Њу Мексико)
Сан Лорензо (енгл. San Lorenzo) насељено је место без административног статуса у америчкој савезној држави Њу Мексико.

## Демографија
По попису из 2010. године број становника је 97.
| Група             | 2000.    | 2010.      |
| Белци             | 0 (0,0%) | 42 (43,3%) |
| Афроамериканци    | 0 (0,0%) | 0 (0,0%)   |
| Азијати           | 0 (0,0%) | 0 (0,0%)   |
| Хиспаноамериканци | 0 (0,0%) | 52 (53,6%) |
| Укупно            | 0        | 97         |